# Ерёменко, Игорь Леонидович
И́горь Леони́дович Ерёменко (род. 13 июня 1950) — советский и российский химик, доктор химических наук член-корреспондент РАН c 1997 года, академик РАН c 2006 года, лауреат Государственной премии Российской Федерации (2002).

## Биография
В 1973 году окончил Московский институт тонкой химической технологии имени М. В. Ломоносова (Факультет технологии основного органического синтеза), затем поступил в аспирантуру Московского физико-технического института. С 1977 года работает в Институте общей и неорганической химии им. Н. С. Курнакова РАН, а с 1995 года является заведующим Лабораторией координационных соединений платиновых металлов.
В 1977 году защитил кандидатскую диссертацию «Синтез и исследование карбоксилатных и халькогенатных комплексов титана, ванадия и хрома», в 1986 году — докторскую диссертацию «Гетерометаллические магнитноактивные кластеры переходных элементов» в Институте общей и неорганической химии.
Он автор и соавтор более 350 публикаций, в том числе 10 обзоров в российских и международных журналах и 5 патентов. Главный редактор журнала «Координационная химия», заместитель главного редактора журнала «Известия АН, серия химическая», член редакционных коллегий журналов «Журнал неорганической химии», «Кристаллография» и «Вода: химия и экология». Под руководством И. Л. Ерёменко защищено 3 докторских и 12 кандидатских диссертаций.
Член Совета Российского фонда фундаментальных исследований (РФФИ), член экспертного совета Российского научного фонда (РНФ), заместитель председателя экспертного совета по химии по присуждению грантов Президента Российской Федерации научным школам и молодым учёным.

## Научная деятельность
Специалист в области металлоорганической и координационной химии. Разработал методы направленного синтеза «молекул-магнитов», проявляющих свойства магнитного материала — остаточную намагниченность и магнитный гистерезис (2000). Исследовал реакционную способность органических лигандов, связанных с гомо- и гетерометаллическим остовом полиядерных комплексов и кластеров, для создания эффективных методов направленного формирования сложных органич. молекул в координационной сфере молекулярного металлического каркаса.

## Основные работы
- Химическое конструирование гомо- и гетероядерных полиоксомолибдатных кластеров // Успехи химии. 2003. Т. 72. № 7 (совм. с С. С. Талисмановым);
- Химическое конструирование полиядерных высокоспиновых карбоксилатов марганца(II) и железа(II) // Успехи химии. 2006. Т. 75. № 7 (совм. с М. А. Кискиным).

## Награды
- Государственная премия Российской Федерации (2002)[3]
- Орден Дружбы (16 декабря 2011) — за большие заслуги в развитии отечественной науки и многолетнюю добросовестную деятельность[4]
- Орден Почёта (5 февраля 2024) — за большой вклад в развитие отечественной науки, многолетнюю плодотворную деятельность и в связи с 300-летием со дня основания Российской академии наук[5]